# Bahamai erdőcsillag
A bahamai erdőcsillag (Calliphlox evelynae) a madarak (Aves) osztályába, ezen belül a  sarlósfecske-alakúak (Apodiformes) rendjéhez és a kolibrifélék (Trochilidae) családjához tartozó faj.

## Rendszerezése
A fajt Jules Bourcier francia ornitológus írta le 1847-ben, a Trochilus nembe Trochilus Evelynæ néven. Egyes szervezetek a Nesophlox nembe sorolják Nesophlox evelynae néven.

## Előfordulása
Az Amerikai Egyesült Államok déli részén, valamint a Bahama-szigetek és a Turks- és Caicos-szigetek területén honos. Természetes élőhelyei a szubtrópusi és trópusi síkvidéki esőerdők, lombhullató erdők és cserjések, valamint másodlagos erdők, vidéki kertek, városi régiók. Állandó nem vonuló faj.

## Megjelenése
Átlagos testhossza 8 centiméter, testtömege 2,5–3 gramm.
|  |  |

## Életmódja
Főleg nektárral táplálkozik.

## Természetvédelmi helyzete
Az elterjedési területe nem nagy, egyedszáma viszont stabil. A Természetvédelmi Világszövetség Vörös listáján nem veszélyeztetett fajként szerepel.